# Audrey Mestre
Pour les articles homonymes, voir Mestre.
Audrey Mestre, née le 11 août 1974 à Saint-Denis et morte le 12 octobre 2002 à La Romana lors d'un accident de plongée, est une biologiste marine et apnéiste française spécialisée dans l'apnée no limit.

## Biographie

### Enfance et intérêt pour l'apnée
Née dans une famille pratiquant la nage avec tuba et fervente de plongée avec scaphandre, elle nageait déjà à deux ans. À treize ans, elle passa son niveau II de plongée en scaphandre à Palavas. Elle déménagea durant son adolescence avec sa famille à Mexico. Parlant couramment espagnol, elle étudia par la suite la biologie marine à l'université autonome de la Basse-Californie sud à La Paz, au Mexique.
En 1996, son intérêt pour les sports sous-marins l'amena à rencontrer Francisco « Pipín » Ferreras. Ils entamèrent une relation et Audrey Mestre partit vivre à Miami (Floride) afin d'être près de Ferreras. Audrey Mestre se passionna pour la plongée en apnée No Limit et, avec l'aide de Ferreras, elle atteignit bientôt des profondeurs record. En 1999, les deux aficionados de plongée se marièrent et l'année suivante, au large de Fort Lauderdale, Audrey Mestre battit le record du monde féminin de plongée en apnée avec une profondeur de 125 m. Un an plus tard, elle battait son propre record avec une plongée en apnée à 130 m.

### Mort
L'anglo-américaine Tanya Streeter ayant réalisé le 17 août 2002 le record absolu de plongée en apnée no limit avec une profondeur de 160 m (record féminin homologué par l'AIDA toujours détenu en 2024), le 4 octobre 2002, avec une équipe d'apnéistes sous la direction de son mari Francisco Ferreras, Audrey Mestre effectua une plongée en apnée au large de Bayahibe en République dominicaine et atteignit la profondeur de 166 m. Huit jours plus tard, elle tenta le record du monde en apnée no limit avec une plongée à 171 m, mais un problème technique survint au bout d'une minute et quarante-deux secondes après l'immersion lors de l'arrivée à 171 m avec le ballon lui permettant de remonter à la surface, la bouteille d'air comprimé, contrôlée uniquement par Ferreras, permettant de gonfler le ballon étant totalement vide ; il était désormais impossible pour Mestre de remonter rapidement par ses propres moyens à la surface. Vers 120 m, à H plus quatre minutes, Mestre s'évanouit, lâcha le câble et commença à redescendre. La phase d'apnée, qui normalement n'aurait pas dû excéder plus de trois minutes et trente secondes avec la marge de sécurité, dura huit minutes et trente-huit secondes. Son mari fit une plongée extrêmement dangereuse (surface, 90 m, surface en une minute et trente secondes) respirant de l'air comprimé pour ramener le corps sans connaissance de Mestre à la surface car il n'y avait que deux plongeurs de sécurité, Pascal Bernabé à 172 m respirant du trimix (étant remonté très vite au péril de sa vie à 90 m avec le corps d'Audrey Mestre récupéré à 124 m) et à 80 m un second plongeur, Eduardo Orjales en position statique, probablement atteint d'un début de narcose car ne réalisant pas ce qui se passait 10 m en dessous de lui à 90 m, respirant de l'air comprimé. Lorsque Mestre émergea, son pouls était toujours perceptible et de la mousse rose suinta de sa bouche et ses narines indiquant un œdème pulmonaire massif. En surface, sur le bateau d'assistance, il n'y avait aucun médecin et aucun matériel de réanimation ; seul un dentiste étant présent.

« After eight minutes thirty eight seconds, you don't need a doctor, you need a miracle (après huit minutes trente-huit secondes vous n'avez pas besoin d'un docteur, vous avez besoin d'un miracle) »

— Bill Stromberg, un des plongeurs de sécurité en surface.
Audrey Mestre fut ramenée à terre avec des moyens de fortune et sa mort fut annoncée à son arrivée à l'hôpital trente minutes après sa sortie de l'eau. L'ensemble de la plongée a été filmé avec un horodatage associé à un profondimètre et est disponible sur le réseau internet sous le titre No Limits - The Audrey Mestre Documentary.
Audrey Mestre a été incinérée et ses cendres ont été dispersées en mer dans l'océan Atlantique par ses parents et son mari Francisco Ferreras.

## Controverse
En août 2004, son mari écrivit un livre qui raconte son histoire, lequel parut sous le titre de The Dive: A Story of Love and Obsession.
En 2006, Carlos Serra, un ancien partenaire de Ferreras et co-organisateur de la tentative de record fatale de Mestre, a publié un autre livre, The Last Attempt. Dans ce livre, Serra met en avant la culpabilité de Ferreras dans la mort de Mestre. Il y explique que le couple semblait au bord du divorce pour notamment des problèmes d'infidélité de Ferreras. Ce dernier aurait pu également être jaloux de l'attention portée sur Mestre et, pour « punir » sa femme de vouloir le quitter, il aurait pu délibérément saboter l'équipement de remontée. Bien que sans avoir l'intention d'assassiner sa femme, Serra conclut que les actes irresponsables de Ferreras ont pu conduire à la mort de celle-ci.

## Postérité
La fédération internationale de plongée libre (International Association of Freedivers - IAFD), créée en 1997 par Ferreras, a reconnu son record réalisé lors de l'entrainement quelques jours avant sa mort, et ce à titre posthume. L'AIDA n'a pas validé ce record.
Un an exactement après la mort d'Audrey, Ferreras effectua en l'honneur de celle-ci une plongée en apnée à 170 m.
Le canadien James Cameron prépare un film intitulé The Dive sur l'histoire de Francisco « Pipín » Ferreras et Audrey Mestre. La sortie était à l'origine prévue en 2012, mais la controverse sur le rôle de Ferreras stoppe le projet. En janvier 2015, il est annoncé que James Cameron produira finalement le film qui sera réalisé par Francis Lawrence. Le rôle d'Audrey Mestre sera interprété par Jennifer Lawrence qui réitère sa collaboration avec Francis Lawrence pour la quatrième fois après Hunger Games : L'embrasement, Hunger Games : La Révolte – Partie 1 & La Révolte – Partie 2.
Le film Sous emprise (No limit dans sa version anglaise) de David M. Rosenthal rend hommage à Audrey Mestre et à sa carrière sportive. Le film sort sur la plateforme Netflix le 9 septembre 2022.